# Wasyl Jermiłow
Wasyl Jermiłow (ur. 1894, zm. 1968) – ukraiński awangardowy artysta związany z Charkowem, pionier ukraińskiego konstruktywizmu.
Wykonywał fotografie portretowe w stylistyce Bauhasu i łączył fotografię z innymi mediami, a także tworzył reliefy i kolaże oraz eksperymentował z portretem i martwą naturą. W latach 1930. wykonał dekoracje wnętrz pierwszego w ZSRR Pałacu Pionierów w Charkowie, łącząc inspiracje awangardowej architektury i ukraińskiej sztuki ludowej. 